# Constancio Plurilópez
Constancio Plurilópez o simplement Plurilópez va ser una sèrie d'historietes creada per Tran amb guions propis o amb l’ajuda dels habituals d’aquesta tasca a l'editorial Bruguera per a les revistes Mortadelo i Súper Mortadelo el 1977.

## Trajectòria editorial
Constancio Plurilópez va ser, pel que sembla, un encàrrec de la Redacció de Bruguera al dibuixant Tran, qui va comptar amb els guions de José Luis Ballestín, Julio Fernández, Juan Manuel González Cremona, Armando Matías Guiu, F. Morillo, Jaume Ribera, Francisco Serrano, Montse Vives i Leonardo Diaz.
A part de aparèixer a "Mortadelo" i "Súper Mortadelo", Constancio Plurilópez va fer-ho en altres revistes de l'editorial, com Super Pulgarcito, Tío Vivo, Bruguelandia, Mortadelo Especial, etc.

## Argument
Constancio Plurilópez és un home increïblement pluriocupat, sempre corrent a fitxar en un treball quan a penes acaba de fitxar en la sortida de l'altre, fins al punt que ha d'aprofitar per a menjar alguna cosa mentre està servint en un de les seves ocupacions de cambrer. L'objectiu de tant d'esforç és el d'instal·lar-se en un pis amb la seva núvia Pepita, però entre que Plurilópez mai aconsegueix un ascens i la seva mala sort general a penes aconsegueix arribar a fi de mes, menys encara estalviar. La paròdia anava fins a l’extrem de que, en alguna de les seves historietes, en Plurilópez arribava a exercir fins a cinc feines diferents alhora (oficinista, cambrer, farcidor de bosses de cafè, revisor d’autobús i acomodador de cinema). La sèrie era un rosari de la multitud d’oficis que es podien exercir sense cap preparació prèvia. Alguns, com el de sereno o el d’acomodador de cinema, ja no existeixen avui dia. Tran va practicar en aquesta sèrie un humor crític amb la societat que obligava el seu personatge a pluriocupar-se, però era eficaç i plenament integrable en l’estil de Bruguera a la seva última etapa.
En algun moment, no obstant això, Plurilópez va aconseguir adquirir l'anhelat pis i la sèrie va passar a titular-se Constancio, el vecino del quinto i a centrar-se en els embolics veïnals en els quals el personatge es ficava a causa de la seva bona fe.